# Andreas Dahlweiner
Andreas Dahlweiner (fälschlicherweise auch Andreas Sahlweiner, Andreas Dahlwein; * 10. September 1734 in Weißenhorn; † 1758 oder 1759 in Augsburg) war ein deutscher Maler. Er wirkte vor allem im Einflussbereich der Abtei Münsterschwarzach.

## Leben
Andreas Dahlweiner wurde am 10. September 1734 in Weißenhorn geboren, das zu diesem Zeitpunkt eine österreichische Provinzialstadt war. Sein Vater Joseph Dahlweiner kam aus dem badischen Jestetten, er hatte die Mutter Ursula Wilhelm im Jahr 1733 geheiratet. Andreas war das erste Kind des Ehepaars, als Taufpaten hatte man den späteren Pfarrer von Illerberg, Andreas Molitor, gewinnen können. Dahlweiners Geburtshaus lag wohl in der Ulmerstraße 6 in der Weißenhorner Vorstadt.

Das abgenommene Deckengemälde der Zehnthofkapelle in Nordheim am Main

Im Jahr 1737 zog die Familie in die heutige Günzburger Straße 22. Das Haus gehörte der Künstlerfamilie Kuen, durch die Dahlweiner früh mit der Malerei in Verbindung kam. Vielleicht erhielt der junge Andreas bei Johann Jakob Kuen auch erste Unterrichtsstunden in der Malerei. In Weißenhorn knüpfte Dahlweiner auch Kontakte zur Malerfamilie Wörsing (auch Wirsing, Wersing). Früh zog er in die Reichsstadt Augsburg, um hier weiter zu lernen.
Vor der Aufnahme in die Augsburger Malerzunft gab Dahlweiner an, zwei Jahre beim Maler Jörg Baur gelernt zu haben, ehe er ein Jahr von Johann Wolfgang Baumgartner geschult wurde. An der Ausbildung des jungen Andreas war wahrscheinlich auch Johann Esaias Nilson beteiligt. Bereits 1755 nahm Dahlweiner erste Aufträge für das Benediktinerkloster Münsterschwarzach im fränkischen Hochstift Würzburg und seinen Abt Christophorus Balbus an. Hier schuf er insbesondere die Malereien im Nordheimer Zehnthof der Abtei.
Dahlweiner war vielleicht auf einer Studienreise in Franken gewesen. Der Abt suchte zu diesem Zeitpunkt einen Künstler, der im Stil des Malers Johann Evangelist Holzer für die barocke Klosterkirche arbeiten konnte. Andreas Dahlweiner wurde wohl vom Augsburger Maler Johann Georg Bergmüller empfohlen und schuf, als Ausweis seines Könnens, eine Kopie der „operae“ (lat. Werke) Holzers, die Fresken der Münsterschwarzacher Klosterkirche.
Am 11. Dezember 1756 erteilte die Malerzunft Augsburg Dahlweiner den Meistertitel. Dahlweiner heiratete daraufhin am 22. Januar 1757 Maria Catharina Moschseck aus dem Ort Deissendorf im Hochstift Salzburg. Kurze Zeit später, am 5. März 1757, bewarb er sich um das Bürgerrecht von Augsburg. Dahlweiner war bald für das Augustiner-Chorherrenstift St. Zeno in Reichenhall tätig. Er starb allerdings bereits zwischen dem 28. März 1758 und dem 14. Oktober 1759 in Augsburg. Deshalb haben sich nur wenige Werke des Künstlers erhalten.

## Werke
- 1755: Zehnthofkapelle, Zehnthof Nordheim am Main, Fresken „Heiligste Dreifaltigkeit“, weitgehend erhalten, Malerei heute im Kloster Münsterschwarzach
- unbekannt: Zehnthofkapelle, Zehnthof Nordheim am Main, Altarblatt „Die Geburt Christi“, zwei Apostelbilder, verschollen
- 1755: St. Ägidius, Gerlachshausen, zwei Altarblätter(u. a. „Kiliansmord“), Deckengemälde, 1878 zerstört, heute Gemälde Eulogius Böhler
- unbekannt: barocke Klosterkirche, Münsterschwarzach, Altarblatt „Aufführung Christi“, verschollen
- unbekannt: Kloster St. Zeno, Bad Reichenhall, Gemälde „St. Augustin“, „Der heilige Thomas“, verschollen[3]